# 22782 Kushalnaik
22782 Kushalnaik este un asteroid din centura principală de asteroizi.

## Descriere
22782 Kushalnaik este un asteroid din centura principală de asteroizi. A fost descoperit pe 15 aprilie 1999 la Socorro, New Mexico, în cadrul proiectului LINEAR. Asteroidul prezintă o orbită caracterizată de o semiaxă mare de 2,24 ua, o excentricitate de 0,06 și o înclinație de 4,2° în raport cu ecliptica.